# Бруно Нері
Бруно Нері (італ. Bruno Neri, 12 жовтня 1910, Фаенца — 10 липня 1944, Марраді) — італійський футболіст, що грав на позиції півзахисника, зокрема за клуби «Фіорентина» та «Торіно», а також національну збірну Італії.
Учасник італійського Руху Опору.

## Клубна кар'єра
У дорослому футболі дебютував 1926 року виступами за команду «Фаенца», в якій провів два сезони. 
У 1928—1929 роках захищав кольори клубу «Ліворно», після чого був перейшов за 10 тисяч лір «Фіорентини», де протягом наступних семи сезонів був основним гравцем команди.
1936 року став гравцем «Луккезе-Лібертас», а за рік уклав контракт з «Торіно», у складі якого провів три роки своєї кар'єри гравця.
Протягом 1940—1941 року тренував рідну «Фаенцу», а у 1943—1944 повертався на поле у її ж складі.

## Виступи за збірну
1936 року дебютував в офіційних матчах у складі національної збірної Італії. Протягом двох років провів у її формі три матчі.

## Участь у Русі Опору
Був противником фашистської ідеалогії, що 1928 року стала панівною в Італії. 1931 року на офіційному відкритті стадіону Джованні Берти, нової домашньої арени «Фіорентини», за яку на той момент грав, став єдиним гравцем, який не привітав офіційних гостей прийнятим серед фашистів римським салютом.
Згодом налагодив зв'язки з антифашистськими організаціями країни, був особисто знайомий з їх лідерами. Після капітуляції Італії 1943 року і входу на її територію німецьких військ приєднався до Руху Опору, ставши заступником командира партизанського батальйону.
Був вбитий у сутичці з німецьким підрозділом 10 липня 1944 року в містечку Марраді.
| Дата       | Місто  | Господарі | Результат | Гості          | Турнір                             | Голи | Примітки |
| ---------- | ------ | --------- | --------- | -------------- | ---------------------------------- | ---- | -------- |
| 25-10-1936 | Мілан  | Італія    | 4 – 2     | Швейцарія      | Кубок Центральної Європи 1936—1938 | -    |          |
| 13-12-1936 | Генуя  | Італія    | 2 – 0     | Чехословаччина | товариський матч                   | -    |          |
| 31-10-1937 | Женева | Швейцарія | 2 – 2     | Італія         | Кубок Центральної Європи 1936—1938 | -    |          |
| Усього     |        | Матчів    | 3         |                | Голів                              | 0    |          |